# Festival Eurovisão da Canção Júnior 2015
O Festival Eurovisão da Canção Júnior 2015 (em inglês: Junior Eurovision Song Contest 2015, em francês: Concours Eurovision de la Chanson Junior 2015 e em búlgaro: Detski pesenen konkurs Evroviziya 2015 (Детски песенен конкурс Евровизия 2015))  foi a 13.ª edição do Festival Eurovisão da Canção Júnior, que fora realizada pela primeira vez na Bulgária no dia 21 de novembro de 2015. Vladislav Yakovlev é desde 2013 o supervisor executivo do festival.
Nesta edição, há duas estreias (Austrália e Irlanda), dois regressos (Albânia e Macedónia) e três retiradas (Croácia, Chipre e Suécia).
A Albânia regressou ao certame depois de uma ausência de 3 anos (2012-2014) e da sua única participação em 2012 quando terminou em último lugar.A Macedónia, um dos 16 países fundadores da versão júnior também regressou depois de um ano de hiato.
Três dos países fundadores optaram por não participar nesta edição :A Croácia e Chipre cujas emissoras estavam passando por problemas financeiros e foram forçadas a desistir do projeto e por último,a Suécia, que até então não tinha participado somente da edição de 2008, se retirou devido a uma reestruturação do seu canal infantil.
Após uma votação tensa, Malta, com 185 pontos e maior pontuação da história, ganhou o festival pela segunda vez em três anos.Além disso,a Armênia ficou em segundo lugar com a segunda maior pontuação da história do evento com 176 pontos.

## Organização
Como era obrigatório desde 2010,a sede do próximo festival era sempre o país que ganhava a edição anterior, neste caso seria a Itália. Assim em 15 de janeiro de 2015, a UER comunicou no site oficial do festival que apesar da boa vontade e interesse da RAI a emissora não poderia arcar com os custos do evento,além de que o país estava sediando a EXPO 2015 e o MTV Europe Music Awards 2015,ambos coincidindo com as datas do festival, entre outubro e novembro. Posteriormente, a UER e o supervisor do festival Vladislav Yakovlev, informaram que estavam acontecendo negociações com dois outros países,estes seriam Malta –que sediou o festival no ano anterior e ficou em quarto lugar–e a Bulgária, que foi segunda colocada no mesmo festival
Finalmente, em 26 de janeiro de 2015, a BNT anunciou, de forma não oficial,que o concurso seria realizado no país.Sendo o primeiro evento da Eurovisão realizado no país.
Dois meses depois a UER iria fazer o anúncio oficial em seu site. Porém a tragédia aérea do Voo 9525 da Germanwings, forçou o atraso do anúncio .
Finalmente, no dia 30 de março de 2015, através do site oficial foi anunciado que a cidade de Sófia foi a escolhida juntamente com a Arena Armeec.

## Países participantes
Em 7 de outubro de 2015,o número final de participantes foi anunciado. A Irlanda irá fazer suas estreias, a Albânia retornará após um hiato de dois anos, a Antiga República Iugoslava da Macedônia também retorna após um ano de hiato.Juntamente devido ao sucesso de sua participação no Festival Eurovisão da Canção 2015,a Austrália foi convidada para participar do evento e assim o número de participantes chegou pela primeira vez desde 2005 a 17.

## Festival

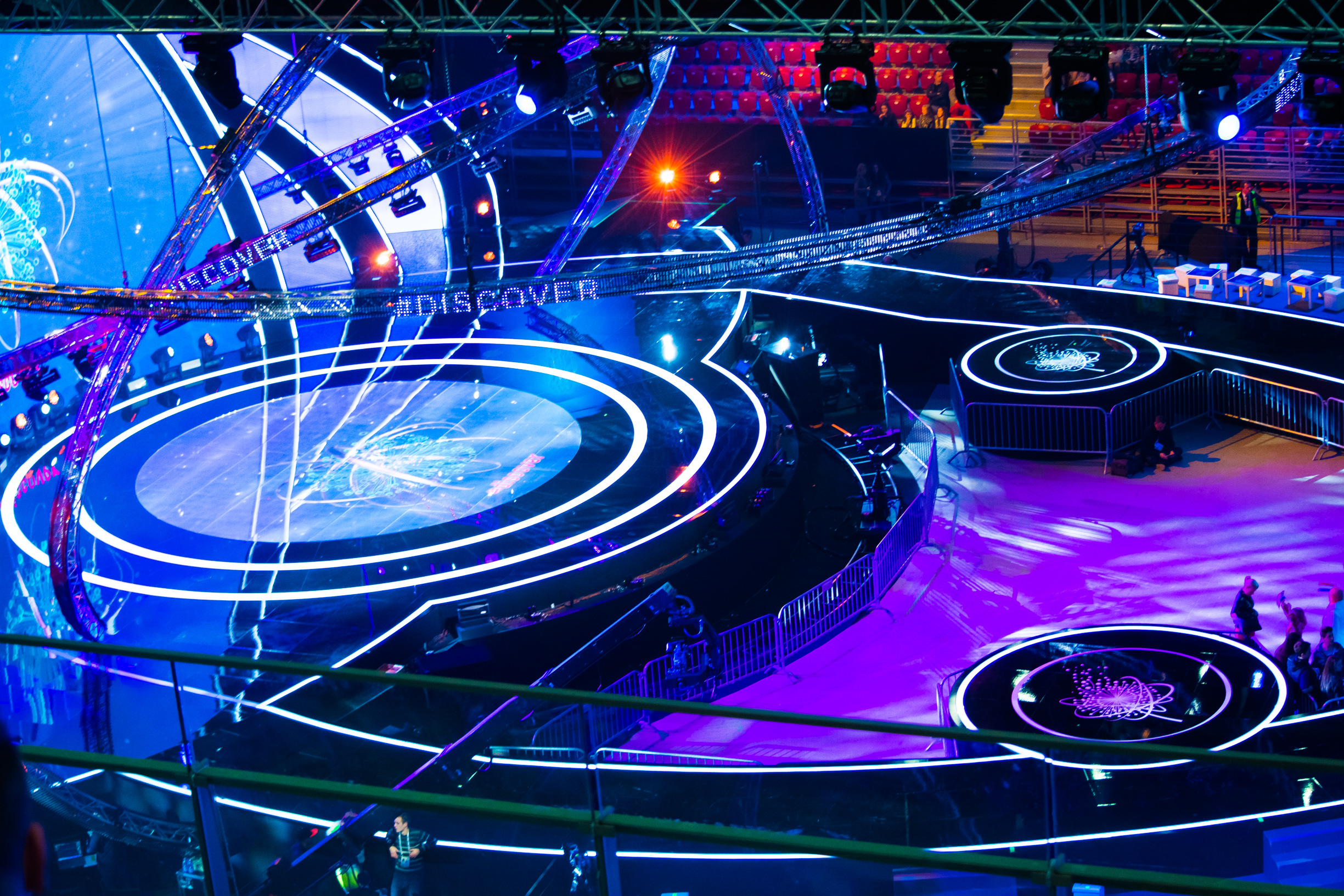
Arena Armeec durante Festival Eurovisão da Canção Júnior 2015.

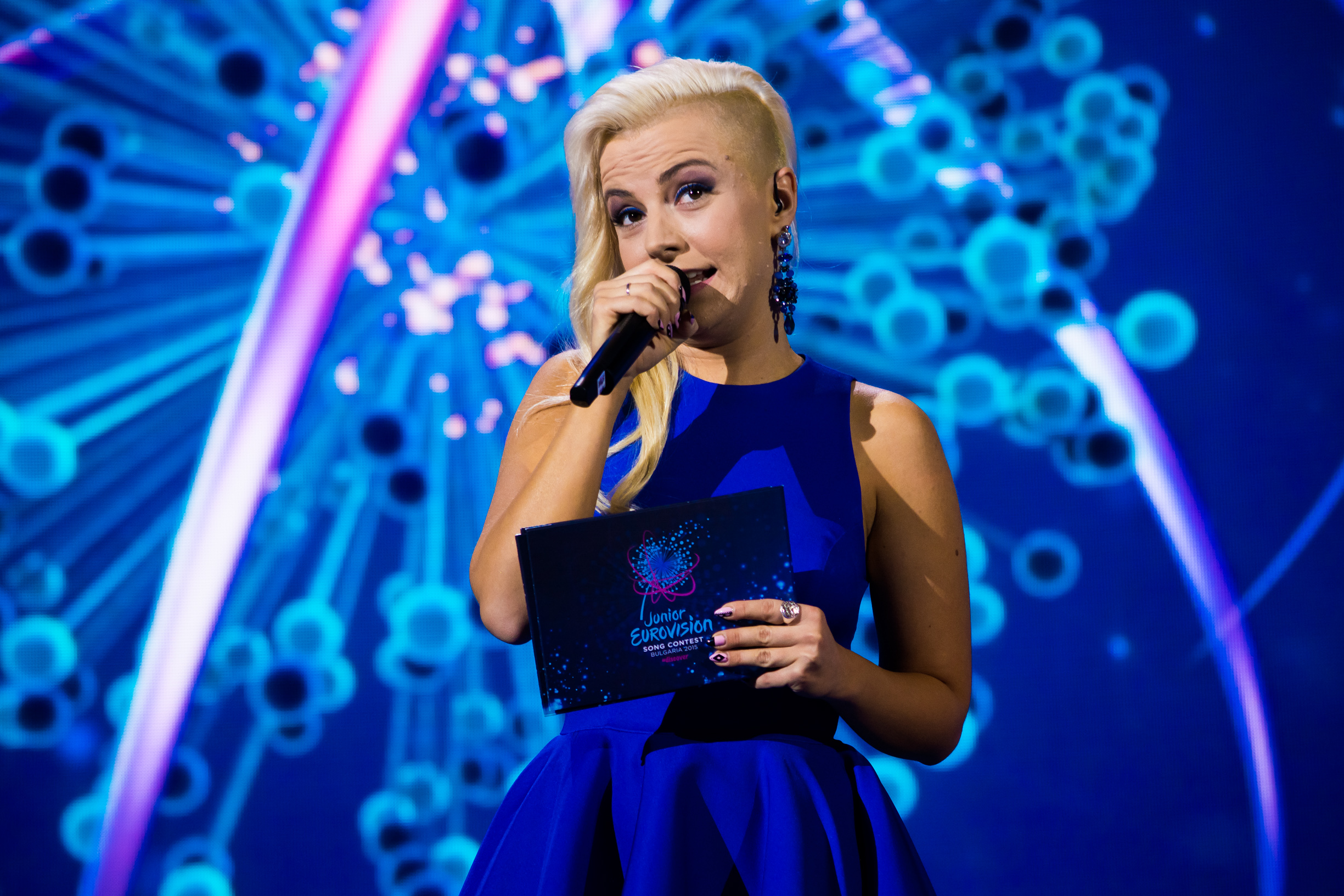
Poli Genova

| #   | País               | Língua           | Artista                                | Canção                         | Tradução para Português | Lugar | Pontuação |
| --- | ------------------ | ---------------- | -------------------------------------- | ------------------------------ | ----------------------- | ----- | --------- |
| 1º  | Sérvia             | Sérvio           | Lena Stamenković                       | "Lenina pesma" (Ленина песма)  | Canção da Lena          | 7º    | 79        |
| 2º  | Geórgia            | Georgiano        | The Vírus                              | "Gabede" (გაბედე)              | Atrever                 | 10º   | 51        |
| 3º  | Eslovénia          | Esloveno, Inglês | Lina Kuduzović                         | "Prva ljubezen"                | Meu Primeiro Amor       | 3º    | 112       |
| 4º  | Itália             | Italiano         | Chiara & Martina Scarpari              | "Viva"                         | Viva                    | 16º   | 34        |
| 5º  | Países Baixos      | Holandês, Inglês | Shalisa                                | "Million Lights"               | Um milhão de luzes      | 15º   | 35        |
| 6º  | Austrália          | Inglês           | Bella Paige                            | "My Girls"                     | Minhas amigas           | 8º    | 64        |
| 7º  | Irlanda            | Irlandês         | Aimee Banks                            | "Réalta na Mara"               | Estrela do mar          | 12º   | 36        |
| 8º  | Rússia             | Russo            | Mikhail Smirnov                        | "Mechta" (Мечта)               | Sonhar                  | 6º    | 80        |
| 9º  | Macedónia do Norte | Macedónio        | Ivana Petkovska & Magdalena Aleksovska | "Pletenka" (Плетенка)          | Entrelaçar              | 17º   | 26        |
| 10º | Bielorrússia       | Russo, Inglês    | Ruslan Aslanov                         | "Magic"                        | Mágica                  | 4º    | 105       |
| 11º | Arménia            | Arménio          | Mika                                   | "Love"                         | Amor                    | 2º    | 176       |
| 12º | Ucrânia            | Ucraniano        | Anna Trincher                          | "Pochny z sebe" (Почни з себе) | Começa com você         | 11º   | 38        |
| 13º | Bulgária           | Búlgaro          | Gabriela Yordanova & Ivan Stoyanov     | "Cvetat na nadejdata"          | A cor da esperança      | 9º    | 62        |
| 14º | San Marino         | Italiano, Inglês | Kamilla Ismailova                      | "Mirror"                       | Espelho                 | 14º   | 36        |
| 15º | Malta              | Inglês           | Destiny Chukunyere                     | "Not My Soul"                  | Não na minha alma       | 1º    | 185       |
| 16º | Albânia            | Albanês, Inglês  | Mishela Rapo                           | "Dambaje"                      | Dambaje                 | 5º    | 93        |
| 17º | Montenegro         | Montenegrino     | Jana Mirković                          | "Oluja" (Олуја)                | Tempestade              | 13º   | 36        |

## Votações
| Processo de voto utilizado: 50% Júri & televoto 100% Voto do júri | Processo de voto utilizado: 50% Júri & televoto 100% Voto do júri | Resultados    | Resultados    | Resultados | Resultados | Resultados | Resultados | Resultados    | Resultados | Resultados | Resultados | Resultados | Resultados   | Resultados | Resultados | Resultados | Resultados | Resultados | Resultados | Resultados |
| Processo de voto utilizado: 50% Júri & televoto 100% Voto do júri | Processo de voto utilizado: 50% Júri & televoto 100% Voto do júri | Votação total | Júri infantil | Sérvia     | Geórgia    | Eslovénia  | Itália     | Países Baixos | Austrália  | Irlanda    | Rússia     | Macedónia  | Bielorrússia | Arménia    | Ucrânia    | Bulgária   | São Marino | Malta      | Albânia    | Montenegro |
| Processo de voto utilizado: 50% Júri & televoto 100% Voto do júri | Processo de voto utilizado: 50% Júri & televoto 100% Voto do júri | Votação total |               |            |            |            |            |               |            |            |            |            |              |            |            |            |            |            |            |            |
| Participantes                                                     | Sérvia                                                            | 79            | 4             |            |            | 7          |            | 4             | 2          | 3          | 5          | 12         | 4            | 4          |            | 5          | 5          |            |            | 12         |
| Participantes                                                     | Geórgia                                                           | 51            |               | 3          |            |            |            |               |            | 4          | 1          |            | 5            | 8          | 5          |            |            | 1          | 8          | 4          |
| Participantes                                                     | Eslovénia                                                         | 112           | 6             | 6          | 5          |            | 7          | 8             | 6          | 6          | 8          | 1          | 8            | 10         | 10         | 8          | 6          | 3          |            | 2          |
| Participantes                                                     | Itália                                                            | 34            |               | 2          |            |            |            |               |            |            |            |            |              | 3          |            |            |            | 12         | 4          | 1          |
| Participantes                                                     | Países Baixos                                                     | 35            | 1             |            | 6          | 5          | 1          |               | 4          |            |            |            |              |            |            | 4          | 2          |            |            |            |
| Participantes                                                     | Austrália                                                         | 64            | 7             |            | 7          |            | 3          | 3             |            | 2          | 3          | 2          | 1            | 1          | 2          |            | 3          | 10         | 5          | 3          |
| Participantes                                                     | Irlanda                                                           | 36            |               |            | 2          | 4          |            | 2             | 5          |            | 2          |            |              |            |            | 2          | 1          | 6          |            |            |
| Participantes                                                     | Rússia                                                            | 80            | 5             | 7          |            | 6          | 4          | 6             | 1          |            |            | 3          | 7            | 7          | 4          | 7          | 8          |            | 3          |            |
| Participantes                                                     | Macedónia                                                         | 26            |               | 1          |            |            |            |               |            |            |            |            |              |            |            |            | 1          |            | 7          | 5          |
| Participantes                                                     | Bielorrússia                                                      | 105           | 8             | 5          | 8          | 3          | 2          | 7             | 7          | 7          | 10         | 4          |              | 5          | 7          | 3          | 7          | 4          | 6          |            |
| Participantes                                                     | Arménia                                                           | 176           | 10            | 10         | 12         | 10         | 6          | 12            | 10         | 8          | 12         | 10         | 12           |            | 8          | 10         | 10         | 7          | 10         | 7          |
| Participantes                                                     | Ucrânia                                                           | 38            | 2             |            | 3          |            | 5          |               | 3          | 1          | 4          |            | 6            |            |            |            |            |            | 2          |            |
| Participantes                                                     | Bulgária                                                          | 62            |               |            | 1          | 1          | 8          | 5             |            | 12         |            | 6          |              |            | 3          |            |            | 8          |            | 6          |
| Participantes                                                     | São Marino                                                        | 36            |               |            |            |            |            |               |            |            | 7          |            | 3            | 2          | 12         |            |            |            |            |            |
| Participantes                                                     | Malta                                                             | 185           | 12            | 12         | 10         | 12         | 10         | 10            | 12         | 10         | 6          | 5          | 10           | 12         | 6          | 12         | 12         |            | 12         | 10         |
| Participantes                                                     | Albânia                                                           | 93            | 3             | 4          | 4          | 8          | 12         | 1             | 8          | 5          |            | 7          | 2            | 6          | 1          | 6          | 4          | 2          |            | 8          |
| Participantes                                                     | Montenegro                                                        | 36            |               | 8          |            | 2          |            |               |            |            |            | 8          |              |            |            |            |            | 5          | 1          |            |
| Participantes                                                     | Todos os países recebem automaticamente 12 pontos                 |               |               |            |            |            |            |               |            |            |            |            |              |            |            |            |            |            |            |            |

### 12 pontos
| N. | Participante | País votante                                                                        |
| -- | ------------ | ----------------------------------------------------------------------------------- |
| 8  | Malta        | Albânia, Arménia, Austrália, Bulgária, Júri infantil, São Marino, Sérvia, Eslovénia |
| 4  | Arménia      | Bielorrússia, Geórgia, Rússia, Países Baixos                                        |
| 2  | Sérvia       | Macedónia, Montenegro                                                               |
| 1  | Albânia      | Itália                                                                              |
| 1  | Bulgária     | Irlanda                                                                             |
| 1  | Itália       | Malta                                                                               |
| 1  | São Marino   | Ucrânia                                                                             |

- Todos os países recebem automaticamente 12 pontos

## Países que não vão participar nesta edição
Países de saída nesta edição:
1. Chipre
2. Croácia
3. Suécia